# Parco del Fanciullo
Il parco del Fanciullo, precedentemente denominato parco di Via Fratelli Zoia, è un parco urbano di Milano, sito nel quartiere di Quarto Cagnino, alla periferia occidentale della città .

## Descrizione
Progettato dall'ufficio tecnico del Comune di Milano, il parco viene inaugurato nel 1978 . L'area, adiacente all'ex scuola elementare Luciano Manara, conta su una superficie di circa 36 200 m² non recintata e, pertanto, è sempre accessibile direttamente da via privata Luigi Zoja e da Via Fratelli Zoia . Il parco è strutturato in un percorso circolare principale - che abbraccia l'unica area recintata che racchiude un campo da calcio, una pista di pattinaggio e un'area giochi per bambini - e in vialetti secondari che conducono a diverse zone di sosta dotate di aree per cani, di un campo da basket e un'altra area giochi per bambini .
Le principali specie arboree presenti sono l'abete, l'acero riccio, l'acero argentato, l'acero americano, il bagolaro, il frassino comune, il nespolo comune, l'orniello, la quercia rossa e il tiglio.